# Duitstalige Gemeenschapsverkiezingen 1977
Op zondag 17 april 1977 vonden verkiezingen voor de Raad van de Duitse Cultuurgemeenschap plaats. De winnaars waren de PFF en de PJU-PDB, die elk één zetel wonnen. De verliezer was de CSP, die twee zetels verloor. De SP bleef status quo.
Op dezelfde dag vonden de federale verkiezingen van 1977 plaats.

## Uitslagen
| Partij | Partij  | 1977  | 1977   | 1974  | 1974   | verschil | verschil |
| Partij | Partij  | %     | zetels | %     | zetels | pp       | zetels   |
| ------ | ------- | ----- | ------ | ----- | ------ | -------- | -------- |
|        | CSP     | 39,9  | 10     | 46,9  | 12     | -7       | -2       |
|        | PJU-PDB | 29,4  | 7      | 25,4  | 6      | 4        | +1       |
|        | PFF     | 18,5  | 5      | 14,9  | 4      | 3,6      | +1       |
|        | SP      | 12,1  | 3      | 12,1  | 3      | 0        | =        |
|        | Overige | 0,1   | 0      | 0,7   | 0      | -0,6     | =        |
| Totaal | Totaal  | 100,0 | 25     | 100,0 | 25     | 0        | 0        |

## Verkozenen
- Raad van de Duitse Cultuurgemeenschap (samenstelling 1977-1978)